# David W. Wilton
Pour les articles homonymes, voir Wilton.
David Walter Wilton (Russie, 1873 - Chertsey, Surrey, 10 janvier 1940) est un explorateur polaire et zoologue britannique.

## Biographie
Après avoir vécu quelques années dans le nord de la Russie, il est engagé en 1886 par Frederick G. Jackson comme naturaliste de son expédition (1894-1897) dans l'Archipel François-Joseph.
De retour à Édimbourg, il travaille à l'Observatoire météorologique du Ben Nevis et participe à une expédition au Turkestan et dans le sud de la Chine.
En 1902, il est recruté pour être le zoologiste de la Scottish National Antarctic Expedition (1902-1904) de William Speirs Bruce. Il constitue une importante collection pendant le voyage et contribue au retour aux rapports scientifiques de l'expédition.

## Œuvres
- Zoological log of Scotia, in William Speirs Bruce, Scottish National Antarctic Expedition. Report on the scientific results of the voyage of S.Y. Scotia during the years 1902, 1903 and 1904, vol.4, 1907
- The Temperatures, Specific Gravities, and Salinities of the Weddell Sea and of the North and South Atlantic Ocean (avec William Speirs Bruce et Andrew King), 1915

## Hommage
L'île Wilton dans l'archipel François-Joseph a été nommée en son honneur.